# Bay Springs, Mississippi
Bay Springs là một thành phố thuộc quận Jasper, tiểu bang Mississippi, Hoa Kỳ. Năm 2010, dân số của thành phố này là 1 786 người.

## Dân số
- Dân số năm 2000: 2 102 người.
- Dân số năm 2010: 1 786 người.